# Махакам
Маха́кам (индон. Mahakam) — река на индонезийской территории острова Калимантан (индон. Pulau Kalimantan). Протекает в провинции Восточный Калимантан (индон. Provinsi Kalimantan Timur). Впадает в Макасарский пролив восточнее города Самаринда (индон. Samarinda), образуя разветвленную дельту. Исторические названия — Кутай (индон. Kutai), Банджар (индон. Banjar).
Длина — около 920 км, площадь водосборного бассейна — около 80 тысяч км².
Бассейн реки отличается большим природным разнообразием. Некоторые местные биологические виды являются эндемиками, многие находятся под угрозой исчезновения.

## Гидрография

Махакам на карте

Длина около 920 км, ширина до 500 м (во время разливов до 2 км), глубина до 30 метров, площадь бассейна около 80 тысяч км². Многоводна в течение всего года, однако расход воды подвержен значительным сезонным колебаниям — достигает максимума в апреле и ноябре, когда выпадает максимальное количество осадков и значительные прибрежные территории затапливаются паводковыми водами.
Истоки находятся в центре острова Калимантан на южном склоне горы Чемеру (индон. Gunung Cemeru) в северной части хребта Мюллер (индон. Pegunungan Muller) в районе государственной границы между Индонезией и Малайзией.
В верхнем течении протекает по многочисленным ущельям и узким долинам между горных склонов, извилиста и порожиста, имеются водопады. В среднем и нижнем течении протекает преимущественно по равнинной, местами значительно заболоченной местности, местами имеет тенденцию к сезонным изменениям русла.
При впадении в Макассарский пролив образует разветвлённую дельту площадью не менее 1800 км². В дельте, частично заболоченной, среди десятков рукавов и проток принято выделять три основных рукава, текущих, соответственно, в северо-восточном, юго-восточном и южном направлениях. Примерно в 20 км выше по течению перед местом разделения реки на рукава расположен город Самаринда — административный центр провинции Восточный Калимантан.
Крупнейшие притоки Махакама — реки Белаян (индон. Belayan) и Кеданг-Кепала (индон. Kedang Kepala), впадают слева примерно в 210 и 180 км от устья, соответственно.
В бассейне Махакама находится не менее 76 озёр различного размера, большая часть которых имеет постоянный или сезонный сток в реку, соединяясь с ней через протоки или болота. Наиболее крупные озёра расположены в среднем течении: Джемпанг (индон. Danau Jempang) площадью около 150 км², Семаянг (индон. Danau Semayang) — около 130, Мелинтанг (индон. Danau Melintang) — около 110. В наиболее дождливые периоды уровень воды поднимается на 6-7 метров и некоторые из них временно образуют с рекой единые водные массивы многокилометровой ширины.

## Природа

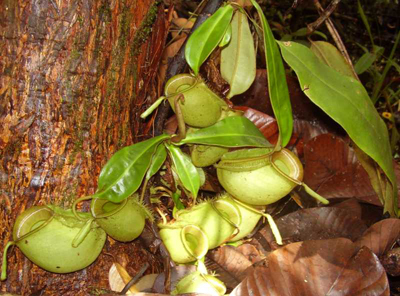
Непентес — хищное растение, растущее в бассейне Махакама

Берега Махакама в верхнем, среднем и, в меньшей степени, в нижнем течении в основном покрыты влажными тропическими джунглями, в дельте — мангровые леса.
Экосистема Махакама и его берегов отличается большим разнообразием видов животных и растений. В речной акватории обитает по крайней мере 147 видов рыб, а также иравадийский дельфин (лат. Orcaella brevirostris), внесённый в Красную книгу МСОП как находящийся под угрозой исчезновения. На берегах реки зарегистрировано не менее 298 видов птиц, 70 из которых находятся под угрозой исчезновения и 5 являются эндемиками: коричневая амадина (лат. Lonchura fuscans), саравакский свистун (лат. Pachycephala hypoxantha), свайнов фазан (лат. Polyplectron schleiermacheri), борнеосская мухоловка-циорнис (лат. Cyornis superbus), щетинковый сорокопут (лат. Pityriasis gymnocephala).

## Транспортное и хозяйственное значение

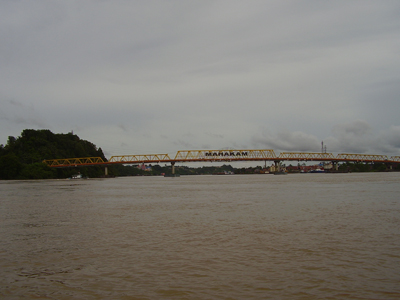
Мост «Махакам» в черте города Самаринда

Махакам является важнейшей воднотранспортной артерией Восточного Калимантана, связывающая глубинные районы провинции с её морским побережьем. Ускорение экономического развития прибрежных районов в нижнем течении обуславливает активизацию и растущую диверсификацию хозяйственного использования этой части реки.
Берега практически на всем протяжении являются зоной масштабных лесозаготовок, что предопределяет постоянную активность лесосплава.
Крупнейшие населённые пункты, расположенные на берегах Махакама — Самаринда, Тенгаронг (индон. Tengarong), Муаракаман (индон. Muarakaman), Лонгирам (индон. Longiram).
Ширина и глубина реки в нижнем течении обеспечивает возможности для активного грузового и пассажирского судоходства на протяжении всего года. В то же время, в среднем течении интенсивность навигации существенно зависит от сезонных разливов реки — в засушливые периоды на многих участках открываются мели и пороги, препятствующие прохождению судов.
Рыболовство на реке широко практикуется местным населением — преимущественно, даяками, и имеет некоторое промышленное значение. Наиболее активно рыбный промысел ведётся в среднем течении в районах связанных с рекой озёр — ежегодный улов составляет порядка 30 тысяч тонн.
В среднем и нижнем течении через Махакам наведено пять автодорожных мостов: мосты «Махакам» (индон. Mahakam) и «Махакам-2» (индон. Mahakam-2, обрушился в ноябре 2011 года) и «Махулу» (индон. Mahulu) в Самаринде, «Картанегара» (индон. Kartanagara) и «Мартадипура» (индон. Martadipura) в округе Кутайкартанегара. Ещё два моста по состоянию на конец 2010 года находились в стадии строительства: «Махкота-2» (индон. Mahkota II) в городе Паларан и «Аджи Тулур Джеджангкат» (индон. Aji Tulur Jejangkat) в городе Мелак.

## Факты
В дельте реки Махакам и на окружающей её территории в IV—V веках находилось самое древнее из известных историкам государственных образований на территории Индонезии — индуистское княжество Кутай (индон. Kutai). Название «Кутай» в последующем закрепилось за местностью в нижнем течении реки и, более того, используется местными жителями как название самой реки.